# Saltafresia
Saltafresia Bodner & Maddison, 2012 è un clade di aracnidi della famiglia Salticidae (ragni saltatori).